# Pardosa modica
Pardosa modica là một loài nhện trong họ Lycosidae.
Loài này thuộc chi Pardosa. Pardosa modica được John Blackwall miêu tả năm 1846.